# 3263 Bligh
A 3263 Bligh (ideiglenes jelöléssel 1932 CN) a Naprendszer kisbolygóövében található aszteroida. Karl Wilhelm Reinmuth fedezte fel 1932. február 5-én.